# Refugi de la Portella
Il refugi de la Portella è un rifugio alpino che si trova nella parrocchia di Canillo a 2.264 m d'altezza.

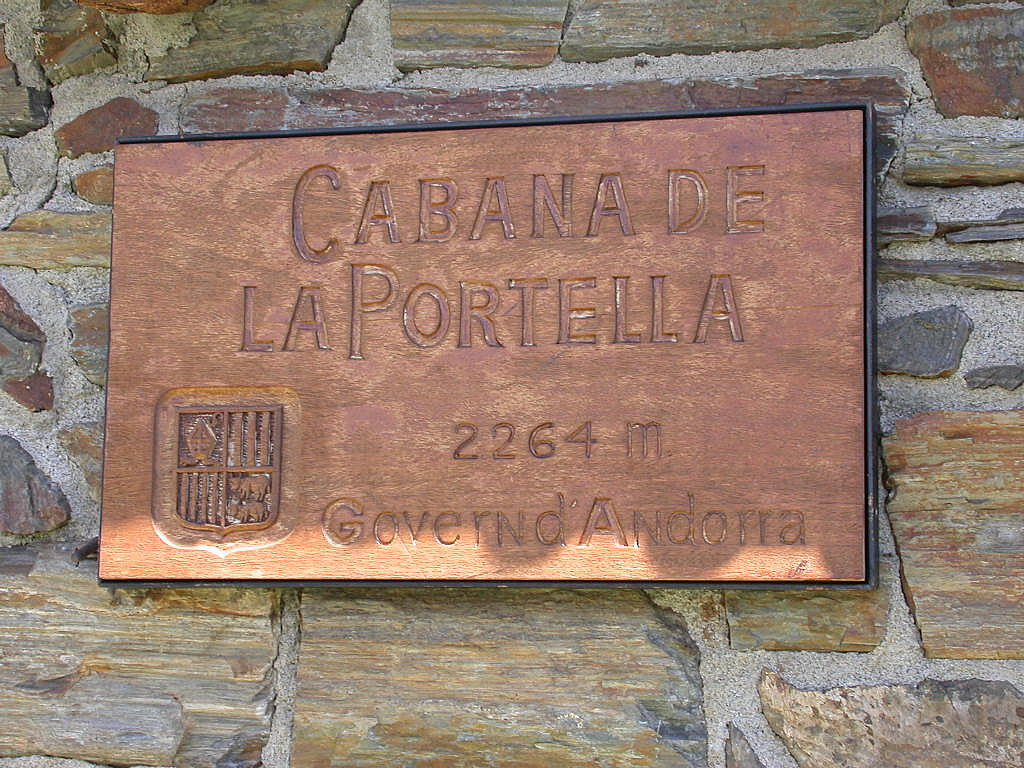
Placca all'esterno del rifugio.